# Xian de Qingshuihe
Cette page contient des caractères spéciaux ou non latins. S’ils s’affichent mal (▯, ?, etc.), consultez la page d’aide Unicode.
Le xian de Qingshuihe (chinois simplifié : 清水河县 ; pinyin : Qīngshuǐhé xiàn ; mongol : ᠴᠢᠩ
ᠱᠦᠢ
ᠾᠧ
ᠰᠢᠶᠠᠨ, cyrillique : Чиншуйхө шянь, MNS : Chinshuikhö shyan') est un district administratif de la région autonome de Mongolie-Intérieure en Chine. Il est placé sous la juridiction de la ville-préfecture de Hohhot.

## Démographie
La population du district était de 134 092 habitants en 1999.